# Neboissoperla spinulata
Neboissoperla spinulata is een steenvlieg uit de familie Gripopterygidae. De wetenschappelijke naam van de soort is voor het eerst geldig gepubliceerd in 2002 door Theischinger.